# Cheilinus trilobatus
Cheilinus trilobatus là một loài cá biển thuộc chi Cheilinus trong họ Cá bàng chài. Loài này được mô tả lần đầu tiên vào năm 1801.

## Từ nguyên
Từ định danh trilobatus được ghép bởi hai âm tiết trong tiếng Latinh, tri ("ba") và lobatus ("có thùy"), hàm ý đề cập đến hai thùy đuôi ở rìa trên và dưới của vây đuôi, và phần giữa được bo tròn (cũng được tính là thùy thứ ba).

## Phạm vi phân bố và môi trường sống
Từ bờ biển Đông Phi, C. trilobatus được phân bố rộng khắp các vùng biển thuộc khu vực Ấn Độ Dương-Thái Bình Dương, trải dài về phía đông đến Tuamotu, ở phía đông; phía bắc đến quần đảo Ryukyu (Nhật Bản), xa về phía nam đến Nouvelle-Calédonie, rạn san hô Great Barrier và hai bờ tây-đông Úc.
Ở Việt Nam, loài này được ghi nhận tại cù lao Chàm (Quảng Nam), vịnh Vân Phong và vịnh Nha Trang (Khánh Hòa), đảo Phú Quốc, bờ biển Ninh Thuận, đảo Lý Sơn (Quảng Ngãi), quần đảo Nam Du (Kiên Giang), Côn Đảo, cũng như tại quần đảo Hoàng Sa và quần đảo Trường Sa.
C. trilobatus sống trên rạn viền bờ và trong đầm phá, thường thấy ở những nơi có nhiều san hô ở độ sâu đến ít nhất là 30 m; cá con có thể được tìm thấy trong thảm tảo hay cỏ biển.

## Mô tả
Chiều dài lớn nhất được ghi nhận ở C. trilobatus là 45 cm. Chúng có bộ hàm rất chắc, mỗi hàm có hai răng nanh nằm ở phía trước.
Loài này có thể nhanh chóng chuyển đổi màu sắc cơ thể tùy thuộc vào môi trường xung quanh, thường bắt gặp với các tông màu nâu xanh lục lốm đốm các vệt đỏ và tím. Vùng đầu có nhiều chấm đỏ, các vạch ngắn cùng màu tập trung quanh mắt. Vảy cá hai bên thân cũng có các vạch dọc màu đỏ nhưng dài hơn. Vây đuôi cá đực trưởng thành đặc biệt có đến ba thùy và được viền đỏ 3 rìa sau, trong khi vây đuôi cá cái được bo tròn. Cá con và cá cái đang lớn có 3–4 đốm đen nổi bật ở hai bên thân, cũng như xuất hiện thêm các dải màu sẫm trên cơ thể.
Số gai ở vây lưng: 9; Số tia vây ở vây lưng: 10; Số gai ở vây hậu môn: 3; Số tia vây ở vây hậu môn: 8; Số tia vây ở vây ngực: 12; Số gai ở vây bụng: 1; Số tia vây ở vây bụng: 5.

## Sinh thái học
Thức ăn của C. trilobatus là các loài thủy sinh không xương sống có vỏ cứng, bao gồm động vật thân mềm, động vật giáp xác và cầu gai nhờ sở hữu bộ hàm chắc khỏe, đôi khi chúng cũng ăn cả những loài cá nhỏ hơn.

## Thương mại
C. trilobatus được xem là một loài hải sản, và nhiều khi cũng được nuôi làm cá cảnh ở nhiều nơi trong phạm vi phân bố của chúng.